# Potâmio de Braga
Potâmio (,  — , ), apelidado de "o Penitente", foi um religioso português, e bispo de Braga no século VII.

## Biografia
Foi consagrado antes de 653, pois consta como metropolita de Braga no Oitavo Concílio de Toledo, que foi celebrado na época do rei visigodo Recesvinto. Durante o seu episcopado, reorganizou a província eclesiástica: as dioceses de Coimbra, Egitânia (nome dado pelos suevos e visigodos a atual Idanha-a-Velha, fundada pelos romanos, e que corresponde a atual Diocese da Guarda), Caliábria, Viseu e Lamego, que até então eram sufragâneas de Braga, e posteriormente passaram a ser de Mérida, tendo deixado Braga como metrópole apenas as dioceses ao norte do rio Douro: Porto, Tui, Iria, Ourense, Lugo, Britónia e Astorga.
Potâmio também participou do Décimo Concílio de Toledo em 656, onde reuniu-se com os prelados, tendo escrito uma carta onde confessou ter violado o voto de castidade. Considerando a gravidade da sua falta e do seu sincero arrependimento, os prelados do concílio determinaram que fosse perdoada a dignidade episcopal de Potâmio e que este fosse recluso num mosteiro, onde deveria cumprir a sua penitência na solidão.